# Rwandees Patriottisch Front

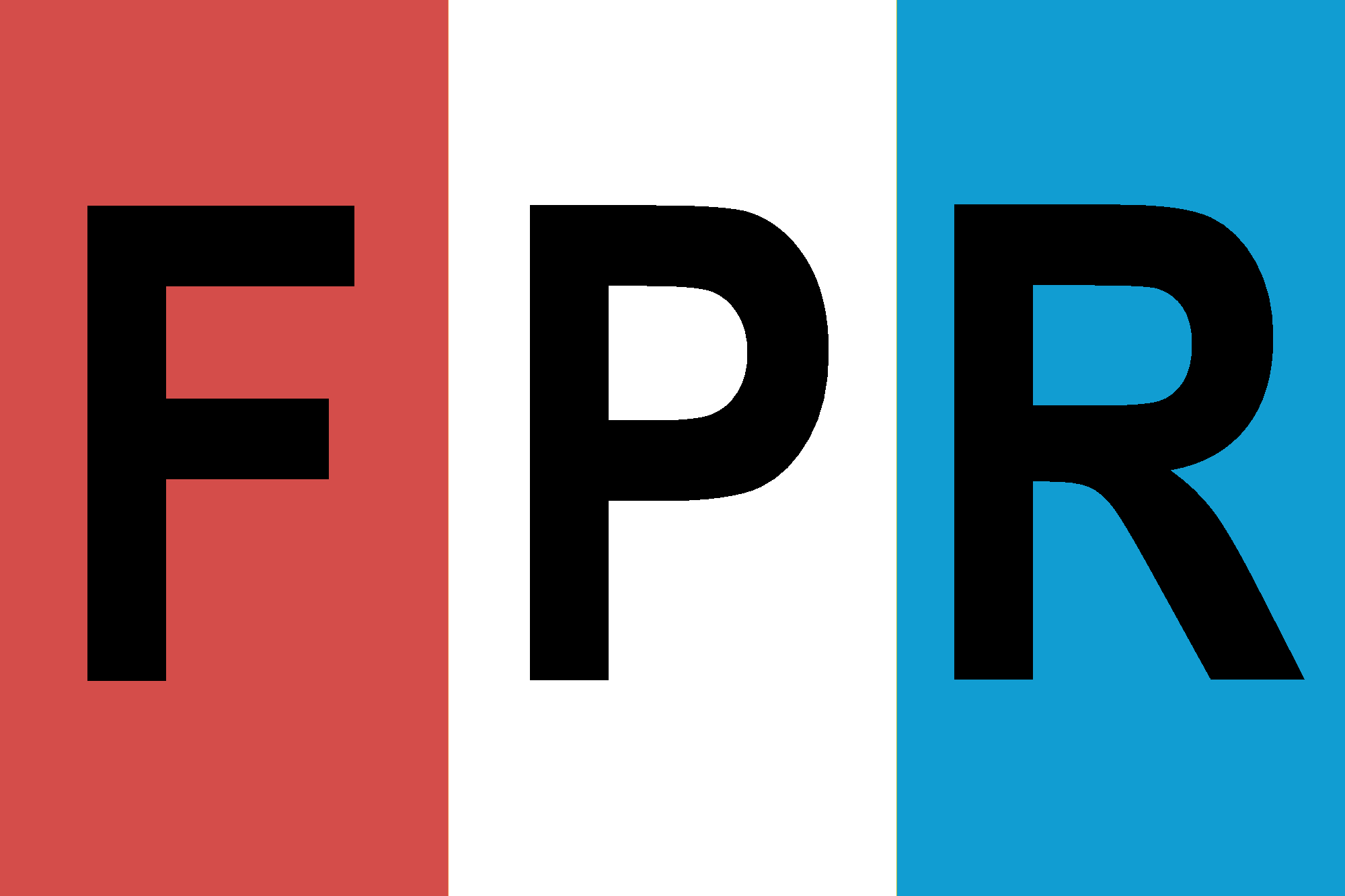
Vlag van het Rwandees Patriottisch Front

Het Rwandees Patriottisch Front (RPF) (Frans: Front patriotique rwandais, FPR) is een Rwandese Tutsi- en gematigde Hutu-partij, voortgekomen uit de gelijknamige guerrillabeweging. De FPR-milities bestonden uit kinderen van Tutsi-vluchtelingen die in de jaren zestig uit Rwanda waren verdreven met name naar Oeganda. Het FPR werd opgericht in 1987.
Na de verovering in de tweede helft van 1994 van Kigali (de Rwandese hoofdstad) door het FPR installeerde Paul Kagame, de bevelhebber van het FPR, de Hutu Pasteur Bizimungu als president van Rwanda. Kagame zelf werd vicepresident en minister van Defensie. 
Tijdens het bewind van Bizimungu was Paul Kagame de werkelijke machthebber. Onder Bizimungu ging het geweld tussen de Hutu's en Tutsi's door. Bizimungu, de vicevoorzitter van het FPR, kwam uiteindelijk in conflict met Kagame. In maart 2000 werd hij afgezet en werd de Tutsi Generaal Paul Kagame president van Rwanda. 
Nadat Bizimungu was afgezet richtte hij de Partij voor Democratie en Vernieuwing op. In 2002 werd de partij verboden. Bizimungu werd gearresteerd en onder huisarrest geplaatst. In 2004 werd hij tot 15 jaar gevangenisstraf veroordeeld. Hij werd op 6 april 2007 vrijgelaten.